# 1578
1578 (MDLXXVIII) byl rok, který dle juliánského kalendáře započal středou.
Podle židovského kalendáře došlo k přelomu let 5338 a 5339. Podle islámského kalendáře nastal dne 20. března rok 986.

## Události
- 26. května – V Amsterdamu byla ukončena katolická nadvláda a otevřely se zde znovu bohoslužby pro veřejnost.
- 11. června – Sir Humphrey Gilbert získal patent od anglické koruny k založení kolonie v Severní Americe
- Červenec – Sir Martin Frobisher oslavil v Newfoundlandu první Díkuvzdání s původním americkým obyvatelstvem.
- 4. srpna – Bitva u Alcácer Quibir v Severní Africe: Maurové porazili portugalského krále Sebastiána, který byl toho dne zabit svým strýcem Jindřichem, který se stal novým portugalským králem.
- 20. srpna - 6. září – Sir Francis Drake proplul se svou lodí Magalhãesovým průlivem. Loď byla poté pojmenována Golden Hind.
- 1. října – Alessandro Farnese vystřídal svého strýce Juana de Austria a stal se novým nizozemským místodržitelem.
- 21. října – Bitva u Wendenu: Rusko porazilo Švédsko a obsadilo město Polock.

### Probíhající události
- 1558–1583 – Livonská válka
- 1562–1598 – Hugenotské války
- 1568–1648 – Osmdesátiletá válka
- 1568–1648 – Nizozemská revoluce

## Narození

### Česko
- 06. listopadu – Maxmilián z Lichtenštejna, moravsko-rakouský šlechtic († 29. dubna 1643)
- ? – Sezima z Vrtby, šlechtic, královský hofmistr a zakladatel hraběcí linie Vrtbů († 6. března 1648)

### Svět

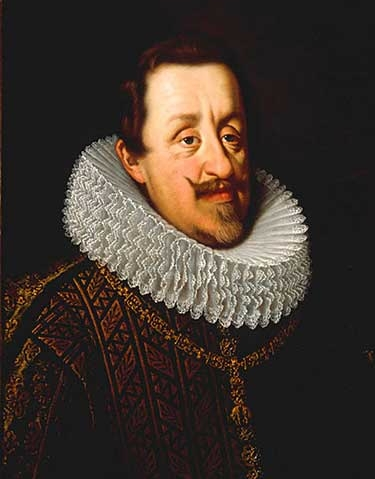
Ferdinand II. Štýrský (* 9. července)

- 07. ledna – Anežka ze Solms-Laubachu, hesensko-kasselská lankraběnka († 23. listopadu 1602)
- 18. března – pokřtěn Adam Elsheimer, německý malíř († 11. prosince 1610)
- 01. dubna – William Harvey, anglický lékař, anatom a fyziolog, objevitel krevního oběhu († 3. června 1657)
- 14. dubna – Filip III. Španělský, španělský král († 31. března 1621)
- 02. července – Jean Guiton, francouzský hugenotský politik, obchodník a námořní velitel († 15. března 1654)
- 09. července – císař Ferdinand II. († 15. února 1637)
- 31. července – Kateřina Belgica Nasavská, hraběnka z Hanau-Münzenberg († 12. dubna 1648)
- 05. srpna – Charles d'Albert, vévoda de Luynes, francouzský politik, oblíbenec krále Ludvíka XIII. († 15. prosince 1621)
- 08. srpna – Matteo Rosselli, italský barokní malíř († 18. ledna 1650)
- 25. srpna – Henri II. de Rohan, francouzský vojevůdce, přední vůdce hugenotů († 13. dubna 1638)
- 01. října – Svatý Fidel ze Sigmaringy, německý katolický kněz a mučedník († 24. dubna 1622)
- 04. listopadu – Wolfgang Vilém Neuburský, německý šlechtic († 20. března 1653)
- 21. listopadu – Francesco Ingoli, italský kněz, církevní právník a astronom († 24. dubna 1649)
- 7. prosince – Giovanni Battista Caracciolo, italský malíř († 1635)
- ? – Hieronymus Francken II., vlámský malíř († 1623)

## Úmrtí

### Česko
- 06. února – Jan XVIII. Mezoun z Telče, olomoucký biskup (* asi 1542)
- 06. března – Zbyněk Berka z Dubé, český šlechtic a velkopřevor (* před rokem 1518)
- 09. listopadu – Mořic Šlik, šlechtic (* ?)

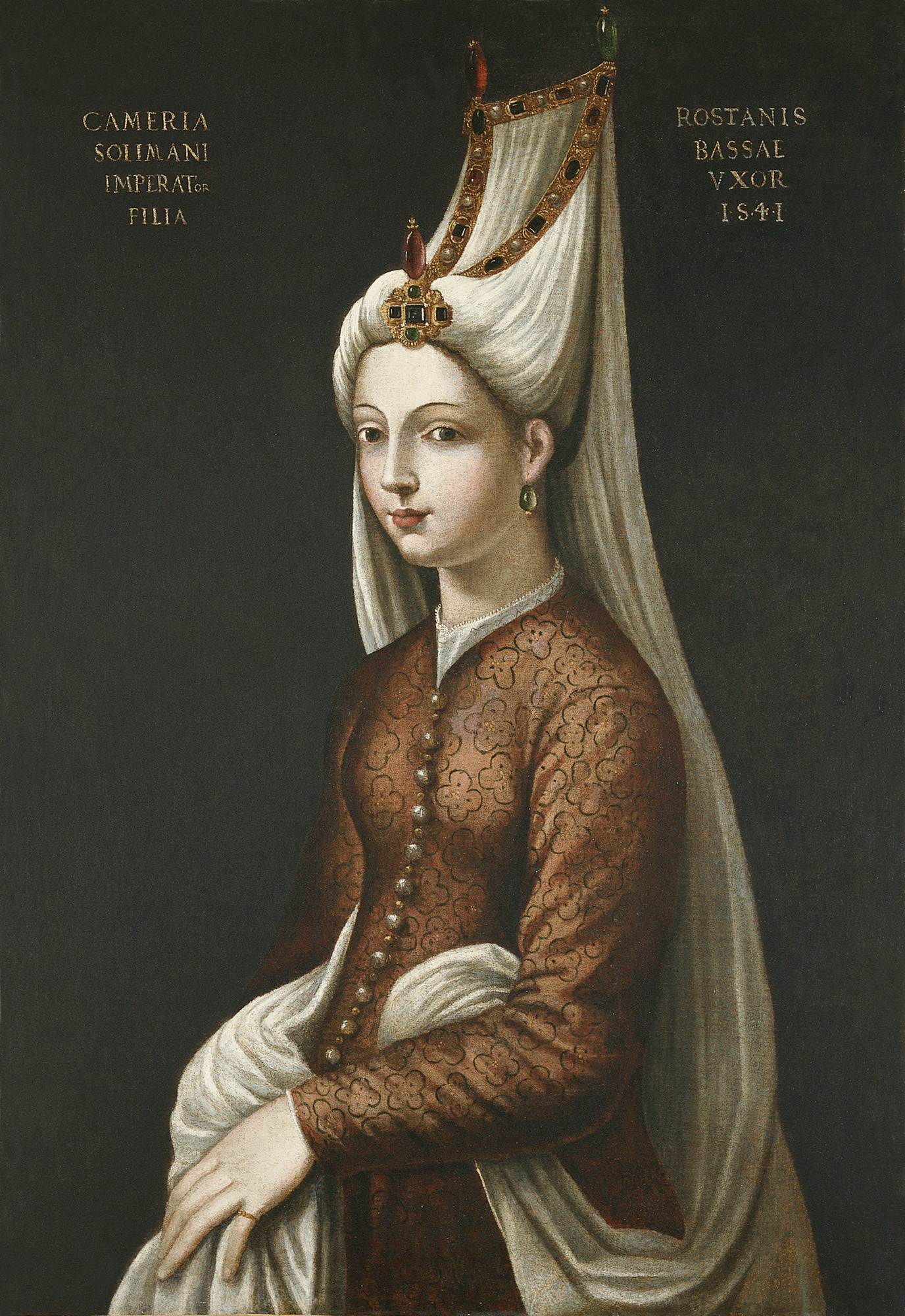
Mihrimah Sultan († 25. ledna)

### Svět
- 05. ledna – Giulio Clovio, italský malíř miniatur a iluminátor rukopisů (* 1498)
- 12. ledna – Kateřina Habsburská, portugalská královna (* 14. ledna 1507)
- 21. ledna – Pijali Paša, osmanský vezír a admirál (* cca 1515)
- 25. ledna – Mihrimah Sultan, jediná dcera osmanského sultána Sulejmana I. (* 21. března 1522)
- 03. března – Sebastiano Venier, vojevůdce a dóže benátský (*  okolo 1496)
- 09. března – Václav Habsburský, rakouský arcivévoda (* 9. března 1561)
- 11. dubna – Johana Habsburská, toskánská vévodkyně, dcera císaře Ferdinanda I. (*  24. ledna 1547)
- 14. dubna – James Hepburn, skotský protestantský šlechtic (* cca 1534)
- 19. května – Kenšin Uesugi, japonský vládce (* 18. února 1530)
- 04. června – Charles de Berlaymont, nizozemský politik (* 1510)
- 08. června – Jacques de Lévis, hrabě de Caylus, jeden z tzv. mignons krále Jindřicha III. Francouzského (* 1554)
- 02. července – Thomas Doughty, anglický šlechtic, voják, učenec (* 1545)
- 04. srpna – Sebastián I. Portugalský, portugalský král (* 20. ledna 1554)
- 11. srpna – Pedro Nunes, portugalský matematik a kosmograf (* 1502)
- 10. září – Pierre Lescot, francouzský architekt (* 1515)
- 22. září – Václav Habsburský, syn císaře Maxmiliána II. (* 9. března 1561)
- 01. října – Juan de Austria, levoboček císaře Karla V., guvernér Španělského Nizozemí (* 24. února 1547)
- 18. listopadu – Ferdinand Habsburský, syn Filipa II. Španělského (* 4. prosince 1571)
- neznámé datum
  - Čchien Ku, čínský malíř (* 1508)
  - Kao Kung, čínský politik v říši Ming (* 1513)
  - Azaria dei Rossi, italsko-židovský učenec a historik (* cca 1513)

## Hlavy států

### Střední Evropa
- České království – Rudolf II. (1576–1611)
- Polsko-litevská unie – Štěpán Báthory (1576–1586)
- Pruské vévodství – Albrecht Fridrich Pruský (1568–1618)
- Uherské království – Rudolf II. (1576–1611)

### Balkán
- Černohorské knížecí biskupství – Pahomije II (1569–1579) a Gerasim (1575–1582)
- Chorvatské království – Rudolf II. (1576–1611)
- Republika Dubrovník – Božo Prucolo (1577–1578), Jako Antuna Benesse (1578–1579)

### Britské ostrovy
- Anglické království – Alžběta I. (1558–1603)
- Irské království – Alžběta I. (1558–1603)
- Skotské království – Jakub I. Stuart (1567–1625)

### Francie
- Anjou – Jindřich III. Francouzský (1574–1589)
- Auvergne – Kateřina Medicejská (1524–1589)
- Francouzské království – Jindřich III. Francouzský (1574–1589)
- Maine – Karel II. Lotrinský (1573–1611)
- Monako – Honoré I. (1523–1581)
- Nevers – Henrietta Klévská (1564–1601)

### Itálie
- Benátská republika – Nicolò da Ponte (1578–1585)
- Maltští rytíři – Mathurin Romegas (1577–1581)
- Mantovské vévodství – Vilém I. Gonzaga (1550–1587)
- Modenské vévodství – Alfons II. d'Este (1559–1597)
- Neapolské království – Filip II. Španělský (1554–1598)
- Papež – Řehoř XIII. (1572–1585)
- Parmské vévodství – Ottavio Farnese (1556–1586)
- San Marino – Ippolito Gombertini, Francesco Giannini, Liberio Gabrielli, Ascanio Belluzzi
- Sicilské království – Filip II. Španělský (1554–1598)
- Svatá říše římská – Rudolf II. (1576–1611)
- Toskánské velkovévodství – František I. Medicejský (1574–1587)

### Pyrenejský poloostrov
- Andorra – Jindřich IV. Francouzský (1572–1610) a Miquel Jeroni Morell (1578–1579)
- Navarrské království – Jindřich IV. Francouzský (1572–1610)
- Portugalské království – Sebastián I. (1557–1578); Jindřich I. (1578–1580)
- Španělské království – Filip II. Španělský (1556–1598)

### Skandinávie
- Dánsko-Norsko – Frederik II. Dánský (1559–1588)
- Šlesvicko – Frederik II. Dánský (1559–1588)
- Švédsko – Jan III. Švédský (1568–1592)

### Východní Evropa
- Krymský chanát – Mehmed II. Giray (1577–1584)
- Moldavsko – Ivan Pidkov (1577–1578)
- Ruské carství – Ivan IV. Hrozný (1547–1584)
- Sedmihradské knížectví – Štěpán Báthory (1576–1586)
- Valašské knížectví – Kateřina Salvaresso (1577–1583)

### Blízký Východ, Eurasie a Asie
- Osmanská říše – Murad III. (1574–1595); velkovezír Sokollu Mehmed Paša (1565–1579)
- Perská říše – Muhammad Chodábende (1578–1587)